# Йозеф Клінглер
Йозеф Клінглер (нім. Joseph Klingler; 9 жовтня 1878, Вюрцбург — 26 грудня 1960, Бад-Райхенгалль) — німецький військовий ветеринар, доктор ветеринарії, генерал-майор медичної служби рейхсверу (1 лютого 1934), генерал-лейтенант медичної служби вермахту (1 квітня 1941). Кавалер Німецького хреста в сріблі.

## Біографія
1 квітня 1905 року вступив однорічним добровольцем в 2-й залізничний батальйон Баварської армії. 31 березня 1906 року відправлений в резерв. З 1 квітня 1906 по 1 жовтня 1909 року навчався у вищих ветеринарних училищах Мюнхена і Гіссена. 1 жовтня 1909 року повернувся в армію і призначений молодшим ветеринаром 1-го шеволежерського полку. З 1 січня 1910 року — ветеринар 8-го польового артилерійського полку, з 23 березня 1912 року — 2-го залізничного батальйону. Учасник Першої світової війни. З 1914 року — керівник 4-го баварського шпиталю для коней. Після демобілізації армії залишений в рейхсвері. З 1921 року — ветеринар 1-го батальйону 7-го артилерійського полку. З 1931 року — головний ветеринар 7-ї дивізії, з 1 лютого 1932 року — 1-ї армійської групи і, одночасно, член Наукового сенату з питань військової ветеринарії.
З 26 серпня 1939 року — головний ветеринар 2-ї армії. 25 вересня 1939 року відправлений в резерв ОКГ, потім — головний ветеринар 16-ї армії і групи армій «Північ». З 1 лютого 1944 року — заступник головного ветеринара сухопутних військ при генерал-квартирмейстері ОКГ. 8 травня 1945 року взятий в полон. В 1946 році звільнений.

## Нагороди
- Медаль принца-регента Луїтпольда
- Залізний хрест 2-го і 1-го класу
- Орден «За військові заслуги» (Баварія) 4-го класу з мечами
- Почесний хрест ветерана війни з мечами
- Медаль «За вислугу років у Вермахті» 4-го, 3-го, 2-го і 1-го класу (25 років; 2 жовтня 1936) — отримав 4 нагороди одночасно.
- Медаль «У пам'ять 1 жовтня 1938 року»
- Медаль «За Атлантичний вал»
- Застібка до Залізного хреста
  - 2-го класу (14 вересня 1939)
  - 1-го класу (9 листопада 1939)
- Медаль «За зимову кампанію на Сході 1941/42» (1942)
- Хрест Воєнних заслуг 2-го і 1-го класу з мечами
- Німецький хрест в сріблі (2 червня 1944)